# James Van Allen
James Alfred Van Allen (7. září 1914 Mount Pleasant, stát Iowa – 9. srpna 2006 Iowa City, Iowa) byl americký vědec zkoumající vesmír. Jsou podle něj pojmenovány Van Allenovy radiační pásy.

## Životopis

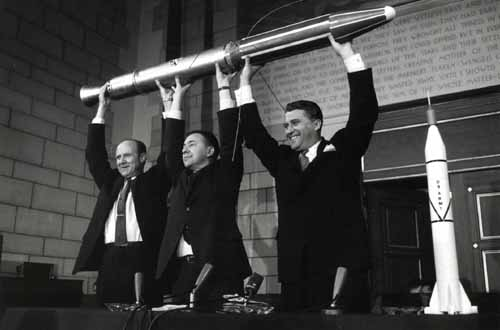
William Hayward Pickering, Van Allen a Wernher von Braun drží maketu Exploreru 1 (1958)

Absolvoval studium fyziky pevných látek a nukleární fyziky na Iowské univerzitě (University of Iowa). Od roku 1940 pracoval v Carnegieho institutu, odtud odešel na Univerzitu Johna Hopkinse na zdejší Laboratoř aplikované fyziky.
Během druhé světové války byl u námořnictva jako dělostřelecký důstojník. Po válce se do Laboratoře aplikované fyziky (APL) vrátil a roku 1946 byl pověřen vedením vědeckého týmu využívajícího ukořistěné německé rakety V-2 k výzkumu atmosféry. Od roku 1951 vedl katedru fyziky na Iowské univerzitě a zde vyvíjel přístroje pro americké družice.
Poté, co prosadil, aby na družicích Explorer 1 a Explorer 3 byly umístěny Geigerovy počítače pro detekci kosmického záření, byly po něm pojmenovány v těchto experimentech objevené Van Allenovy radiační pásy. V roce 1960 se stal společně s dalšími americkými vědci Osobností roku časopisu Time. Později se podílel na vývoji přístrojů meziplanetárních sond.